# Jostedalsbreen
O Jostedalsbreen  é o maior glaciar/geleira da Europa. Está situado no sudoeste da Noruega, a norte do Fiorde de Sogn.

                                                                                                                                 O seu ponto mais alto está localizado em Lodalskåpa (2083 m acima do nível do mar).                                                                            Não data do último período glacial, sendo pelo contrário relativamente recente. A sua formação está datada para cerca de 500 a.C - durante a Pequena Idade do Gelo - e a sua maior extensão foi atingida por volta de 1750.                                                                                                                                           Está integrado na sua totalidade no Parque nacional de Jostedalsbreen, fundado em 1991 para proteger precisamente o dito glaciar.

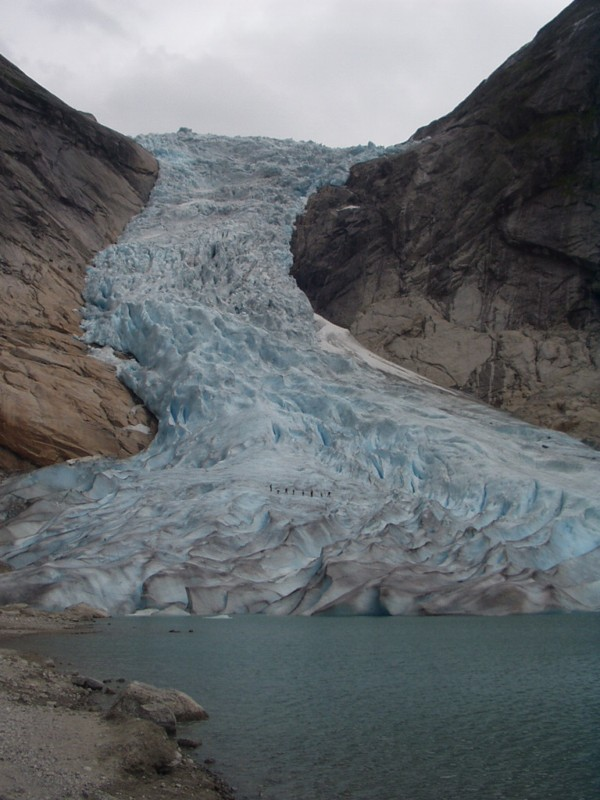
O glaciar/geleira Briksdal desce até o vale de Briksdal
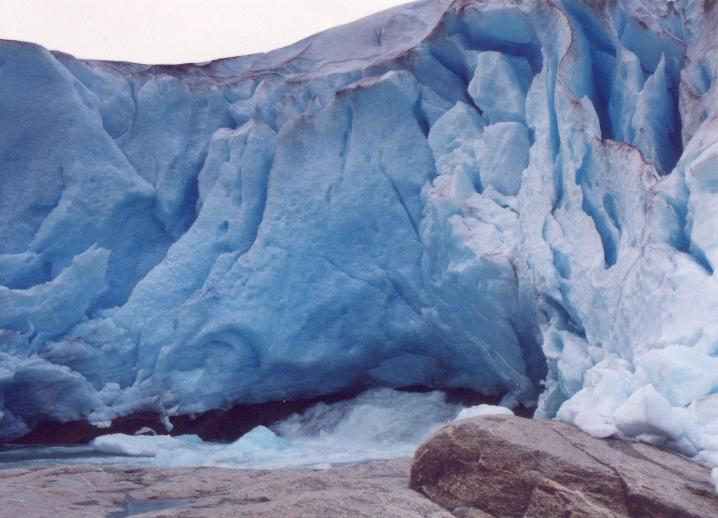
Jostedalsbreen